# La Belle Américaine
Pour plus de détails, voir Fiche technique et Distribution.
La Belle Américaine est un film français, comédie coécrite et réalisée par Robert Dhéry, coécrite avec Pierre Tchernia, sorti en 1961, dont une partie de la distribution comprend des membres de la troupe Les Branquignols.

## Synopsis

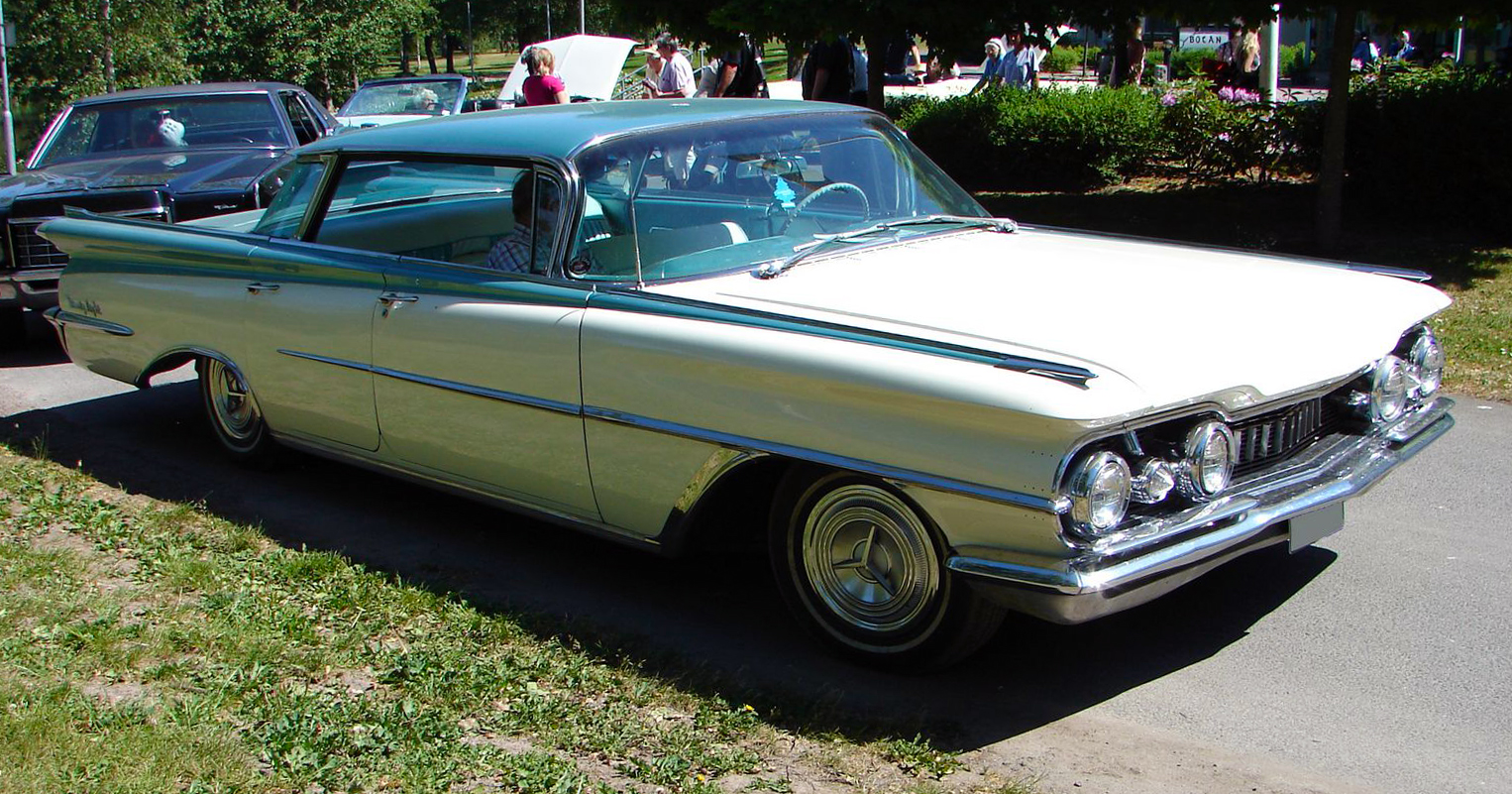
Une Oldsmobile 98 de 1959, le modèle décapotable dont l'apparence a été modifiée a servi pour le film.

Marcel Perrignon (Robert Dhéry) est un ouvrier qui travaille au détubage dans une usine de la banlieue parisienne. Il vit avec sa femme Paulette (Colette Brosset)  dans une impasse de La Plaine Saint-Denis, où ses amis tiennent boutique : cafetier, coiffeur, marchand des quatre saisons ; Pierrot (Christian Marin), son beau-frère, vend dans sa roulotte des glaces et des confiseries que Paulette fabrique. Marcel envisage d'acheter la vieille moto de son ami Alfred (Alfred Adam) mais l'engin est bien fatigué. Paulette tombe alors sur une petite annonce concernant une voiture américaine cédée pour la somme dérisoire de 500 nouveaux francs ; Alfred, dépité, décide de ne plus lui vendre sa moto. Marcel se rend alors à Neuilly chez madame Lucanzas (Annie Ducaux) qui, pour se venger de l'infidélité de son mari décédé, a décidé de vendre à un prix dérisoire la voiture américaine que son mari avait promise à Simone (Éliane d'Almeida) sa (très proche) secrétaire. 
Cette bonne affaire va être la cause de bien des déboires pour Marcel. Deux policiers durant leur ronde de nuit ont trouvé curieux de voir une si belle voiture dans le quartier populaire où vit Marcel. Le lendemain matin Marcel reçoit la visite de deux inspecteurs qui viennent enquêter au sujet de la voiture. Ils se déplacent tous chez madame Lucanzas qui confirme la vente de la voiture. Les policiers accompagnent alors Marcel à la préfecture pour le changement de carte grise, s'offrant ainsi une balade dans la « belle américaine ». Son arrivée à l'usine dans une voiture bien plus belle que celle de son patron (Bernard Dhéran) va lui faire perdre son emploi. Monsieur Viralot (Louis de Funès) le chef du personnel, le piège pour le virer sur le champ et lui remettre sa dernière feuille de paie. 
Marcel n'arrive pas à trouver un nouvel emploi et alors qu'il raconte ses déboires à Paulette, il voit à la télévision l'annonce d'un concours d'élégance organisé par le Sporting Club de France qui offre un prix de 1 million d'anciens francs pour la plus belle femme avec le plus beau chien dans la plus belle voiture. Marcel décide de s'inscrire en compagnie de sa femme Paulette (Colette Brosset) et de « Gros Pépère » le bouledogue d'un ami. Le concours d'élégance tourne au désastre à cause de Gros Pépère qui n'en fait qu'à sa tête et qui provoque de gros dégâts au milieu de la garden-party.
Mais l'apparition de la voiture à la télévision a eu du bon puisqu'une femme appelle Marcel au téléphone, pour lui proposer un emploi de chauffeur. Cette femme n'est autre que Simone, la secrétaire de monsieur Lucanzas, bien décidée à récupérer la voiture qui lui était promise. Elle tente de racheter la voiture à Marcel. Celui-ci refuse obstinément et finit par se retrouver enfermé dans le coffre de la voiture par Simone qui l'abandonne au milieu de la forêt de Saint-Germain, ayant attiré l'attention d'un nouveau protecteur. Inquiets de ne pas le voir revenir, les proches de Marcel reçoivent enfin un coup de fil de Simone qui leur indique où se trouve la voiture. 
Paulette et son frère Pierrot partent en compagnie d'Alfred à la recherche de Marcel. Ne pouvant ouvrir le coffre, et à court d'essence, Paulette et Pierrot laissent la voiture en chemin, promettant de revenir rapidement. Mais un malandrin (Jean Carmet) cherchant à cambrioler la voiture ouvre le coffre et, par ce fait, libère Marcel. Celui-ci, à son retour sur Paris, cherche à prendre de l'essence, mais s'étant mal fait comprendre, se retrouve dans une station de lavage, sa capote ouverte. L'intérieur de la voiture est inondé et Marcel complètement trempé. Pour se faire pardonner, le directeur de la station lui offre son costume, mais étant plus petit que Marcel, il lui donne finalement le costume de son directeur adjoint parfaitement taillé. Il croise alors Chauveau (Michel Serrault), pauvre hère et ancien copain de régiment, qui, trompé par la nouvelle allure de son camarade, veut lui « emprunter » 50 francs. Marcel, qui ne les a pas, doit le laisser derrière lui.
Marcel est ensuite pris dans un embouteillage causé par une réception dans une ambassade avenue d'Iéna. Bien malgré lui, et à cause de l'effet que cause la voiture et son nouveau costume, il se retrouve au beau milieu de la réception. Par un concours de circonstances cocasses, il fait la connaissance du ministre du Commerce (Bernard Lavalette) qui le trouve immédiatement très sympathique. En voyant la voiture de Marcel, le ministre lui demande de l'accompagner à une inauguration, trouvant là une occasion de faire une petite virée dans cette superbe voiture. Chauveau, à la sortie de la réception, informe les journalistes que la personnalité qui accompagne le ministre est Marcel Perrignon, « la plus belle salope » qu'il connaisse. Arrivé sur le lieu de la cérémonie, à sa grande surprise Marcel se retrouve dans son ancienne usine sous le regard médusé de son ancien patron et de Viralot. Après cette visite, Marcel tombe en panne sèche rue Valette. Le ministre du Commerce s'éclipse en lui laissant sa carte et Marcel part à la recherche d'une pompe à essence. La voiture, dont le frein à main se desserre, dévale seule la rue pour venir se garer à bord d'une péniche, amarrée au port de la Tournelle. 
Marcel revient chez lui désespéré d'avoir perdu sa voiture. Il décide alors de passer un coup de fil à « son ami » le ministre devant tous ses amis ébahis. Celui-ci fait rechercher la voiture par tous les services de police, mais la voiture reste introuvable. C'est Alfred qui finit par la retrouver, par hasard, au bord du canal Saint-Denis. Marcel part la chercher mais à cause d'un nouveau quiproquo, il se fait embarquer par deux policiers qui l'emmènent au commissariat. Incapable d'apporter lui-même la preuve qu'il est bien le propriétaire de la voiture, Marcel demande au commissaire (incarné également par Louis de Funès) d'appeler madame Lucanzas. Au téléphone, madame Lucanzas, en pleine fête chez elle, nie connaître Marcel et raccroche en riant aux éclats à cause de cette blague qu'elle vient de faire. Le commissaire Viralot, qui n'est autre que le frère jumeau de Viralot le chef du personnel, refuse de déranger le ministre du Commerce et fait enfermer Marcel. Dans la cellule, il retrouve Chauveau ; celui-ci refuse de le reconnaître devant les policiers malgré l'insistance de Marcel. Peu après, deux motards viennent apporter à Marcel une lettre du ministre du Commerce lui disant qu'il avait cherché à le joindre, sans succès, avant son départ pour l'étranger. Viralot découvre que Marcel connaît bien le ministre et le libère en faisant ses excuses les plus plates ; Marcel n'oublie pas de glisser un petit mot pour faire sortir Chauveau. Après son départ, madame Lucanzas arrive au commissariat, prise de remords, pour s'excuser et disculper Marcel. Mais la plaisanterie n'est pas du goût de Viralot qui fait coffrer madame Lucanzas et tous ses amis. 
De retour chez lui, Marcel découvre son impasse pleine de voitures américaines amenées par les services de police pour identification. Informés qu'il a déjà retrouvé sa voiture, les policiers relâchent tous les conducteurs qui reprennent leurs véhicules respectifs. C'est dans ce bazar indescriptible qu'apparaît le ministre du Commerce, venu dire au revoir à son ami monsieur Pérignon avant son départ pour l'Australie où il vient d'être nommé ambassadeur. Il prend congé de Marcel et de tous ses amis épatés de voir en chair et en os le ministre. 
Une fois l'impasse dégagée, Paulette, partie garer la voiture, provoque un accident et détruit la baraque-roulotte de Pierrot qui vend des glaces. Cette nouvelle catastrophe démoralise tout le monde sauf Marcel. L'accident lui donne soudain une idée : pour remplacer la vieille roulotte de Pierrot, il aménagera la voiture en boutique de glaces ambulante ; Chauveau rameute le client, Marcel, Pierrot et Paulette vendront les glaces devant les beaux yeux d'Isabelle.

## Fiche technique
- Titre : La Belle Américaine
- Réalisation : Robert Dhéry
- Scénario et adaptation : Robert Dhéry et Pierre Tchernia
- Dialogues : Alfred Adam
- Production : Henri Diamant-Berger, Marcel Maurey
- Sociétés de production : CFCC, Corflor, Panorama Films, Carlton Continental (France)
- Société de distribution : LCJ Éditions et Productions
- Musique : Gérard Calvi
- Images : Ghislain Cloquet
- Décors : Lucien Aguettand, assisté de Jacques Dugied
- Montage : Albert Jurgenson, assisté de Eva Zora
- Son : Robert Teisseire, assisté de Jacques Gérardot, Jean Jack
- Cadreur : Pierre Lhomme, assisté de Emmanuel Machuel, Etienne Becker
- Script-girl : Annie Morel
- Maquillage : Billie Bonnard
- Assistants à la mise en scène : Tony Aboyantz, Maurice Frydland
- Costumes : les robes d'Annie Ducaux et Éliane d'Alméida sont de Maggy Rouff, les robes de Colette Brosset de Neel-Couture
- Effets spéciaux : LAX (société)
- Régie général : Louis Manella
- Régie ensemblier : Louis Germain (régisseur)
- Directeur de production : Walter Rupp
- Assistant de production : Ginette Diamant-Berger
- Lieu de tournage : Paris-Studio-Cinéma de Billancourt
- Enregistrement Westrex
- Tirage : Laboratoire Franay LTC Saint-Cloud
- Pays d'origine : France
- Format : 35 mm - noir et blanc (sauf séquence finale) - mono
- Genre : comédie
- Durée : 95 minutes
- Date de sortie : 7 septembre 1961
- Visa d'exploitation : 24790
- Box-office France : 4 151 247 entrées[1]

## Distribution

Les principaux interprètes.
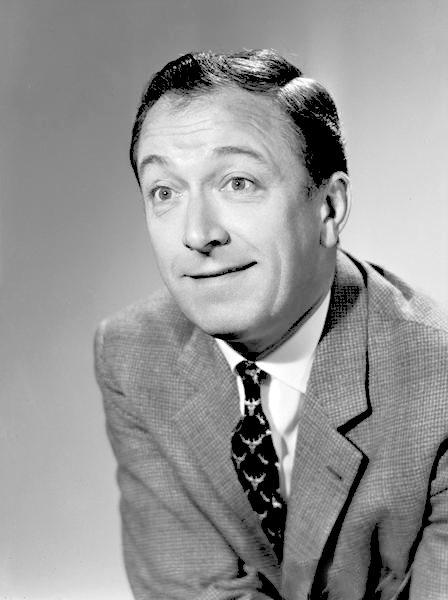
Robert Dhéry
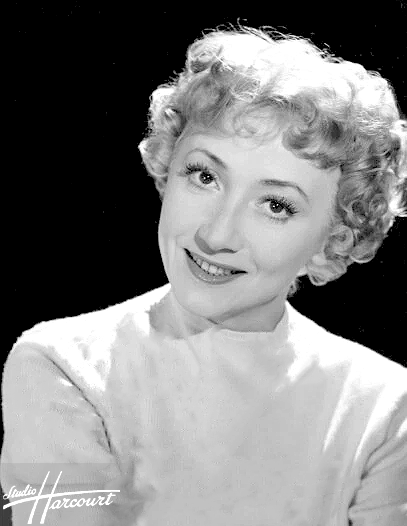
Colette Brosset
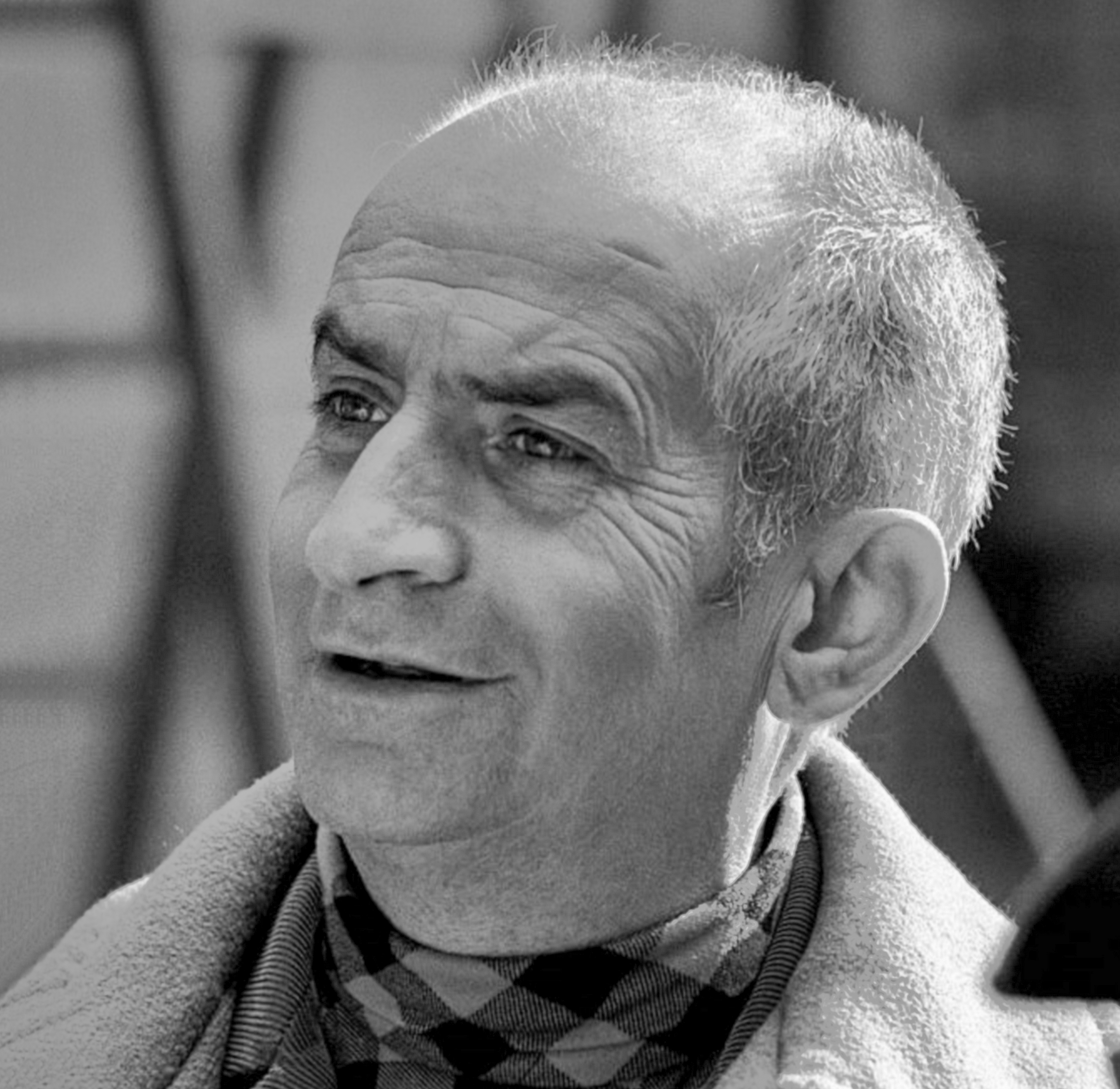
Louis de Funès
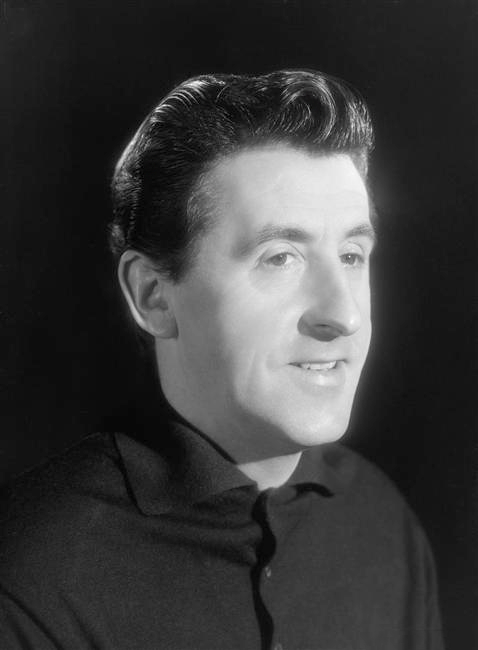
Jean Lefebvre
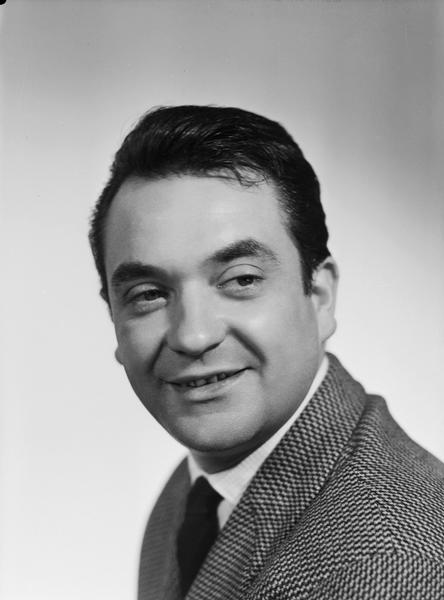
Jean Carmet
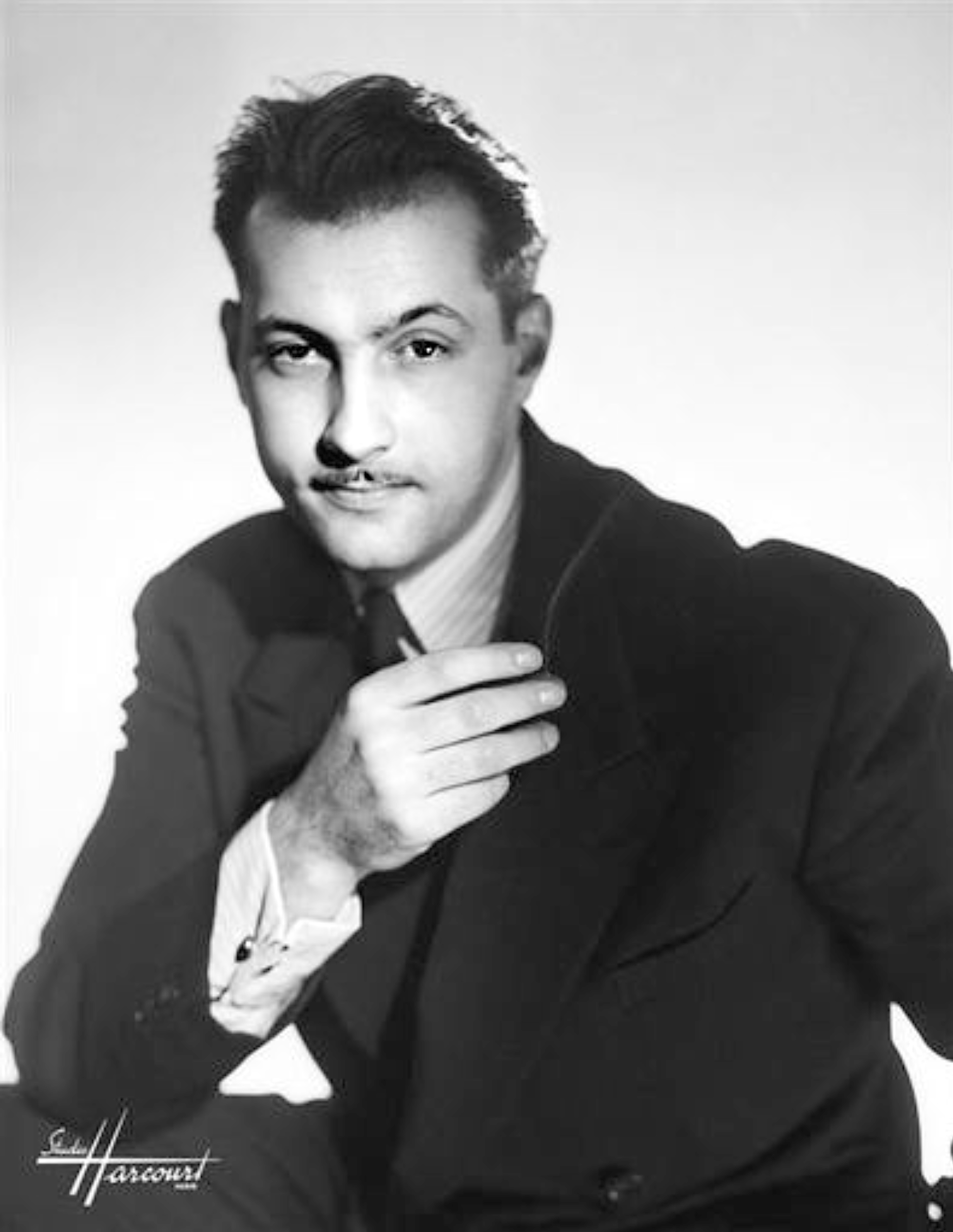
Michel Serrault
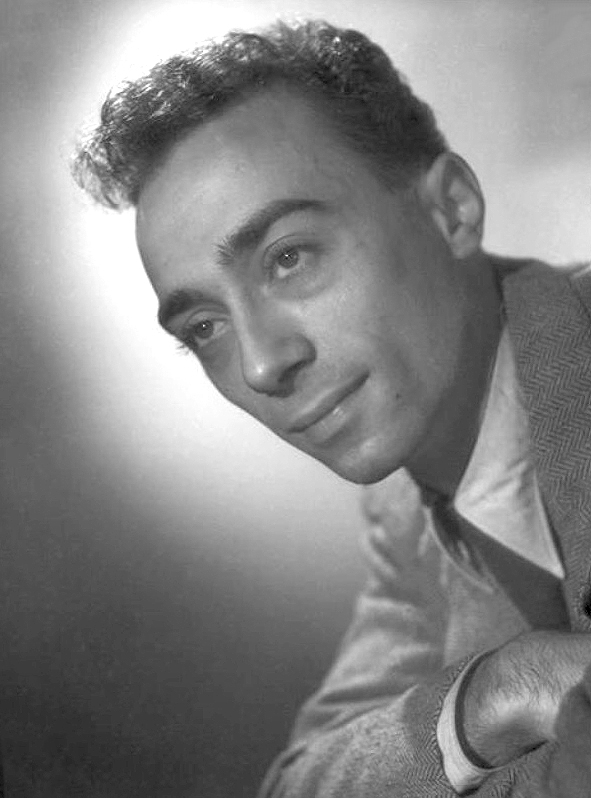
Christian Duvaleix
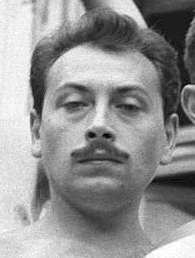
Jacques Legras
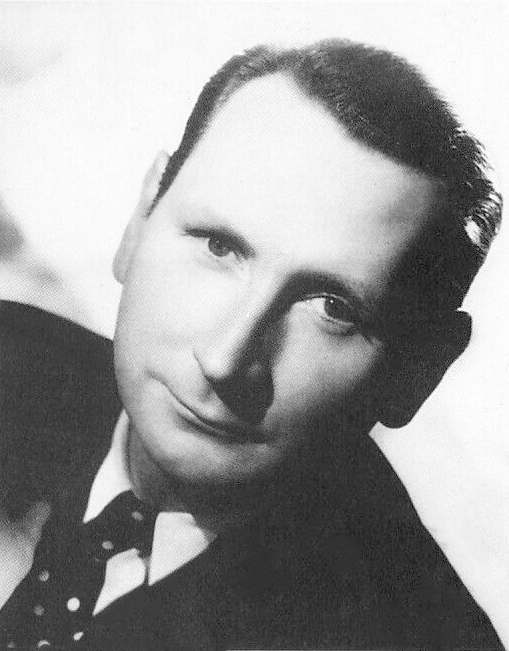
Alfred Adam
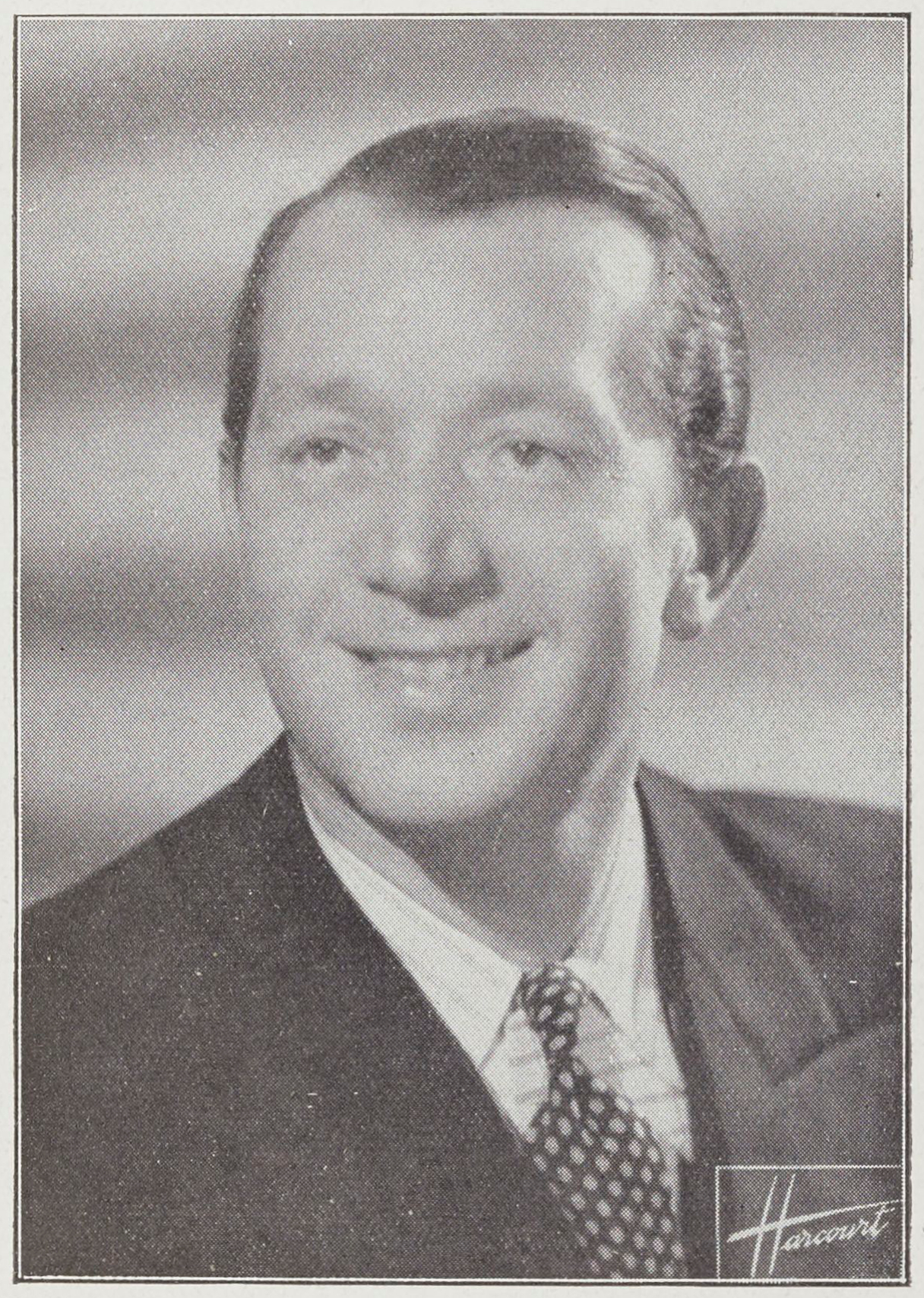
Robert Burnier
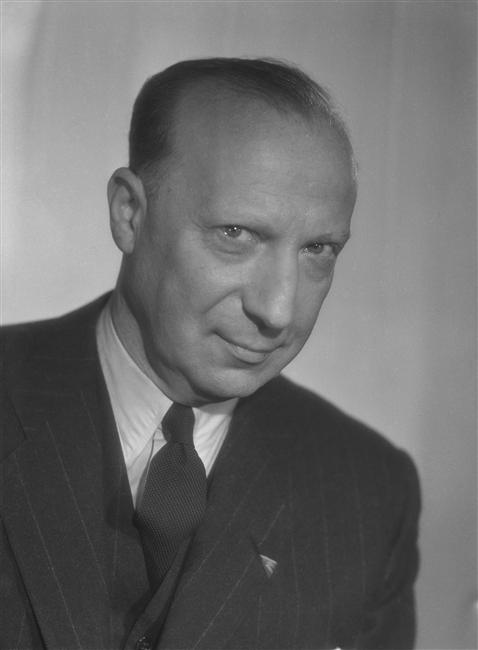
Pierre Dac
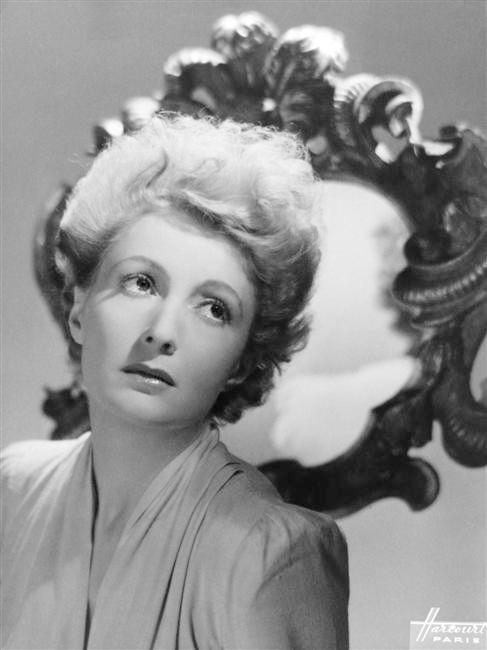
Annie Ducaux
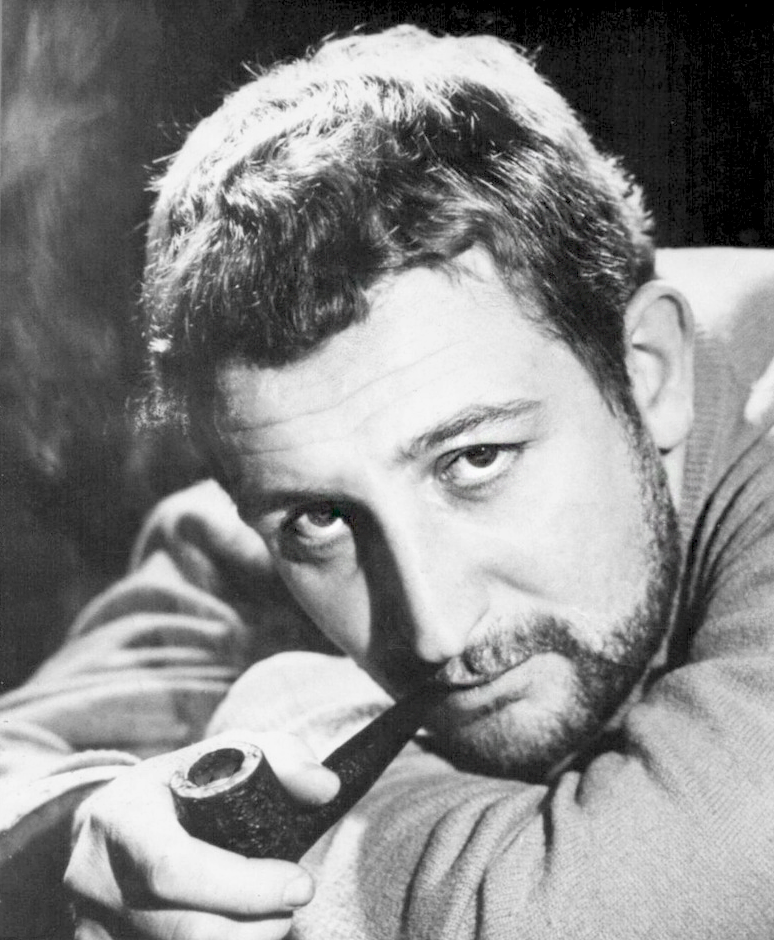
Jacques Fabbri
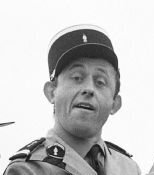
Christian Marin
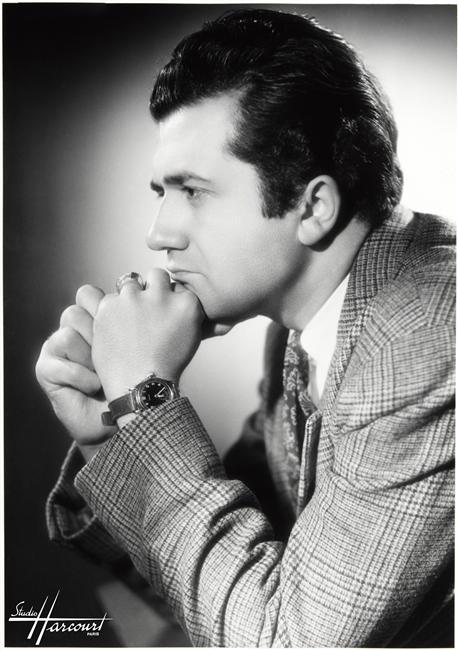
Jean Richard
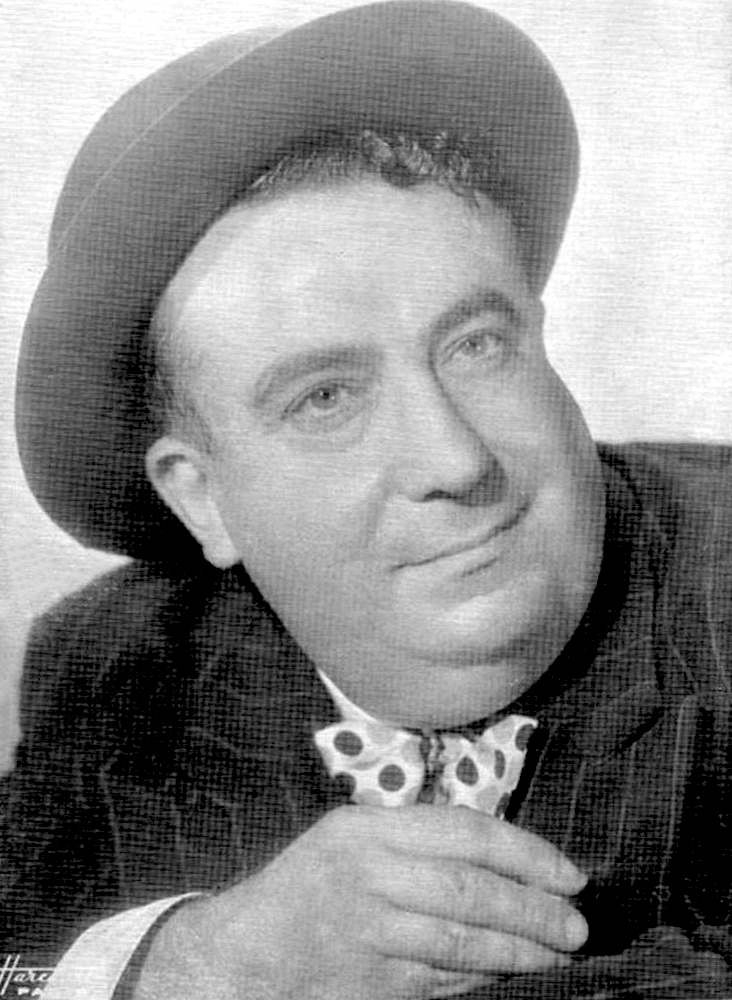
René Sarvil
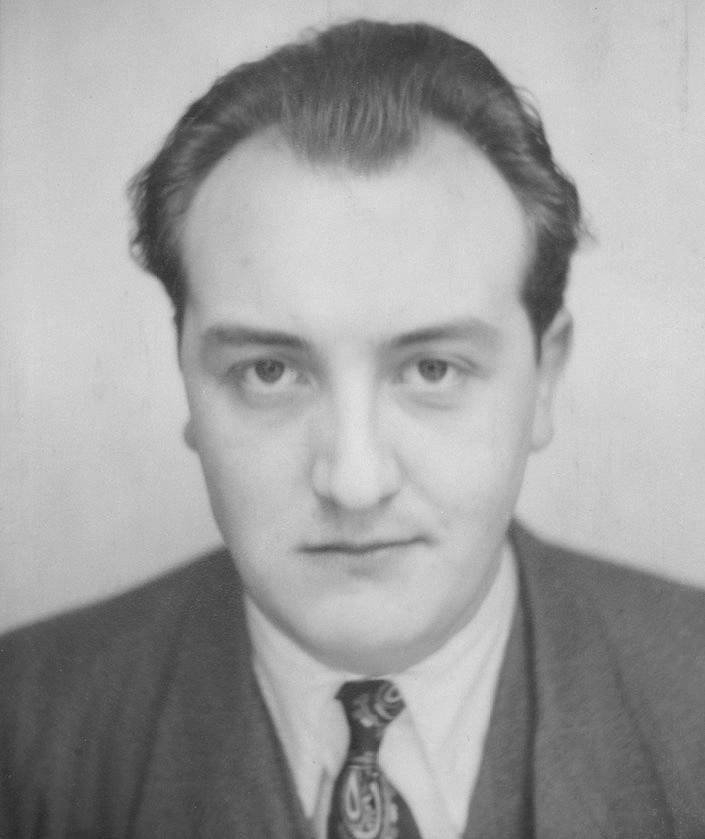
Pierre Tchernia
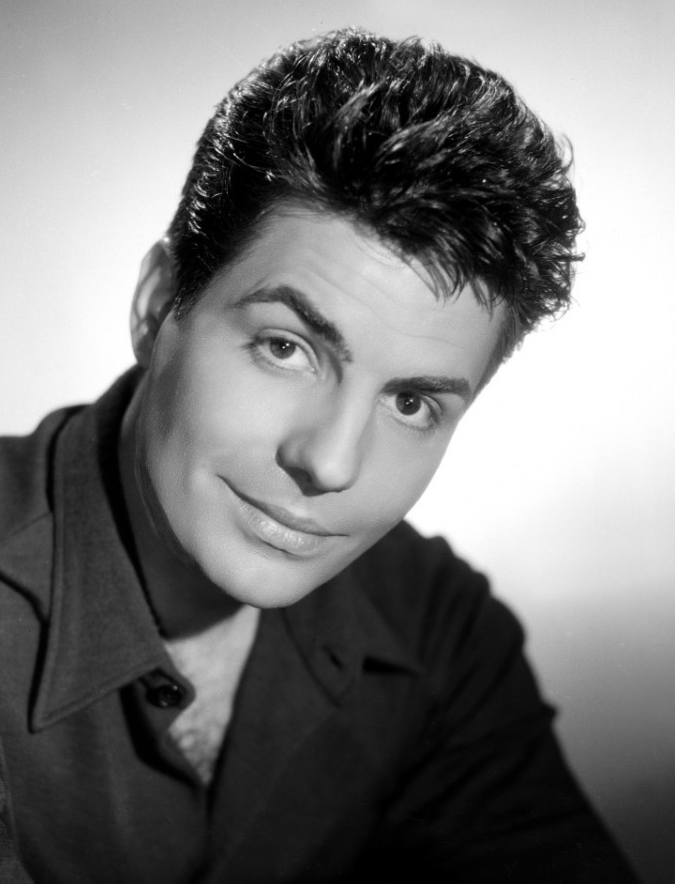
Roger Pierre
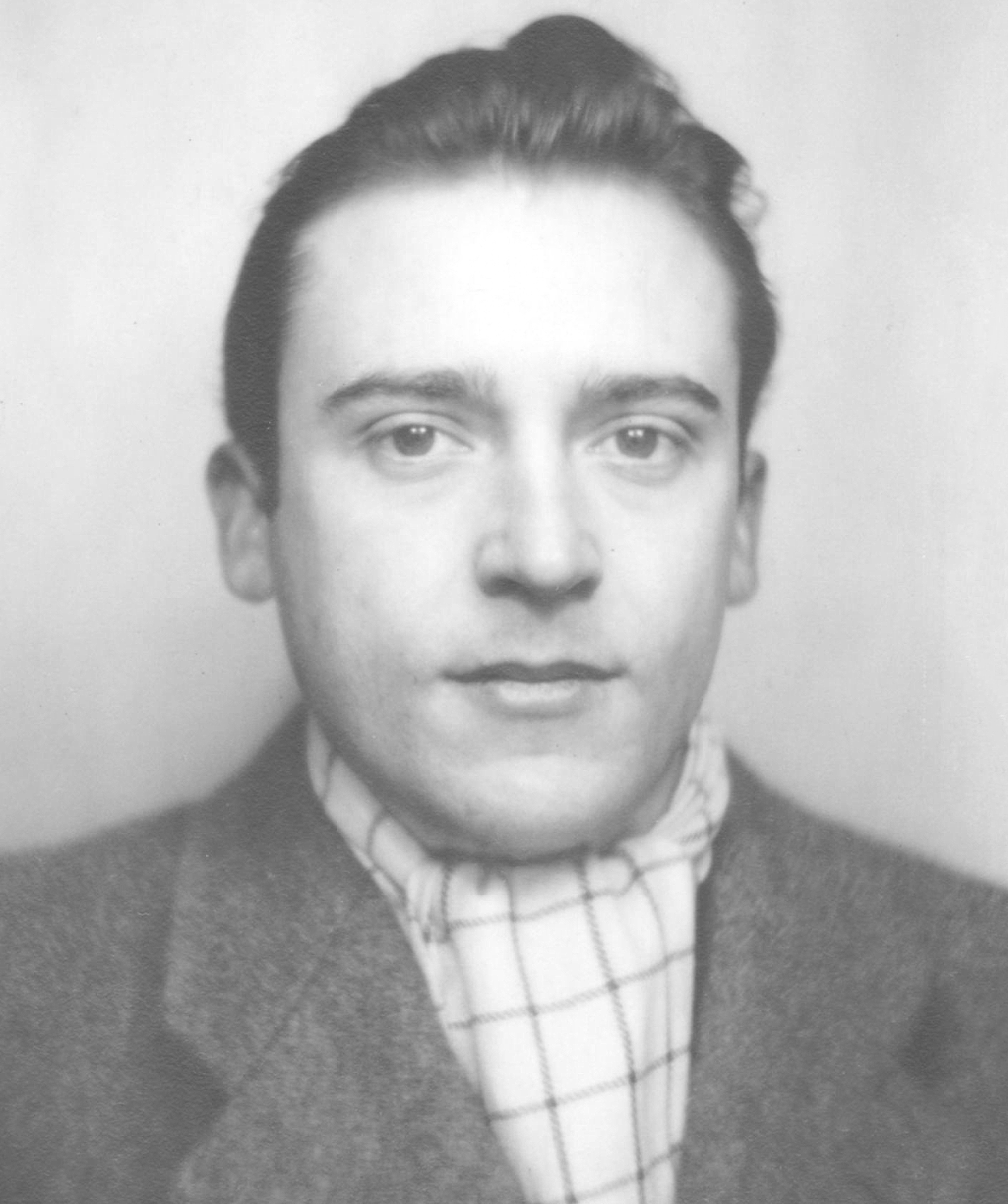
Jean-Marc Thibault
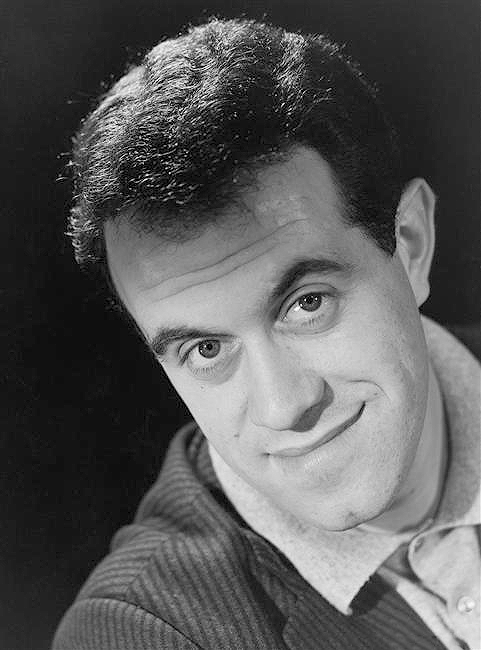
Jacques Balutin
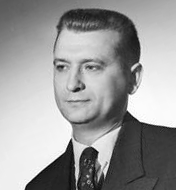
Claude Piéplu
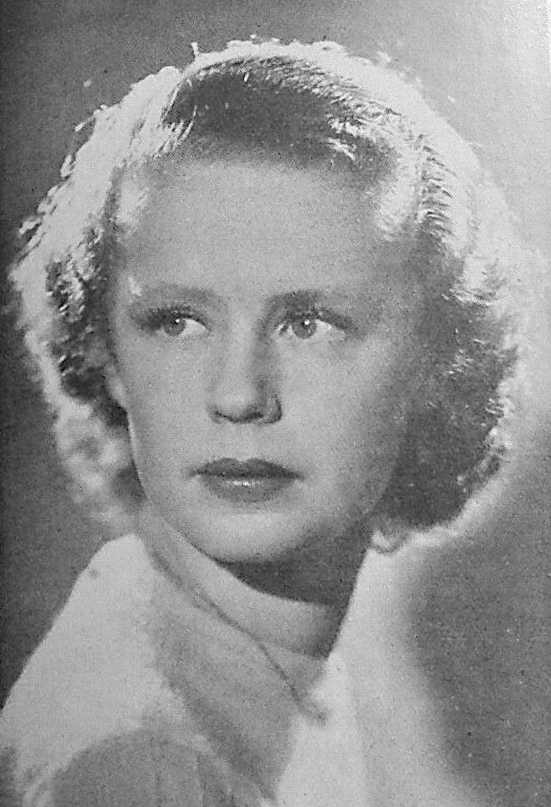
Gilberte Géniat
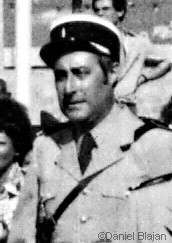
Guy Grosso
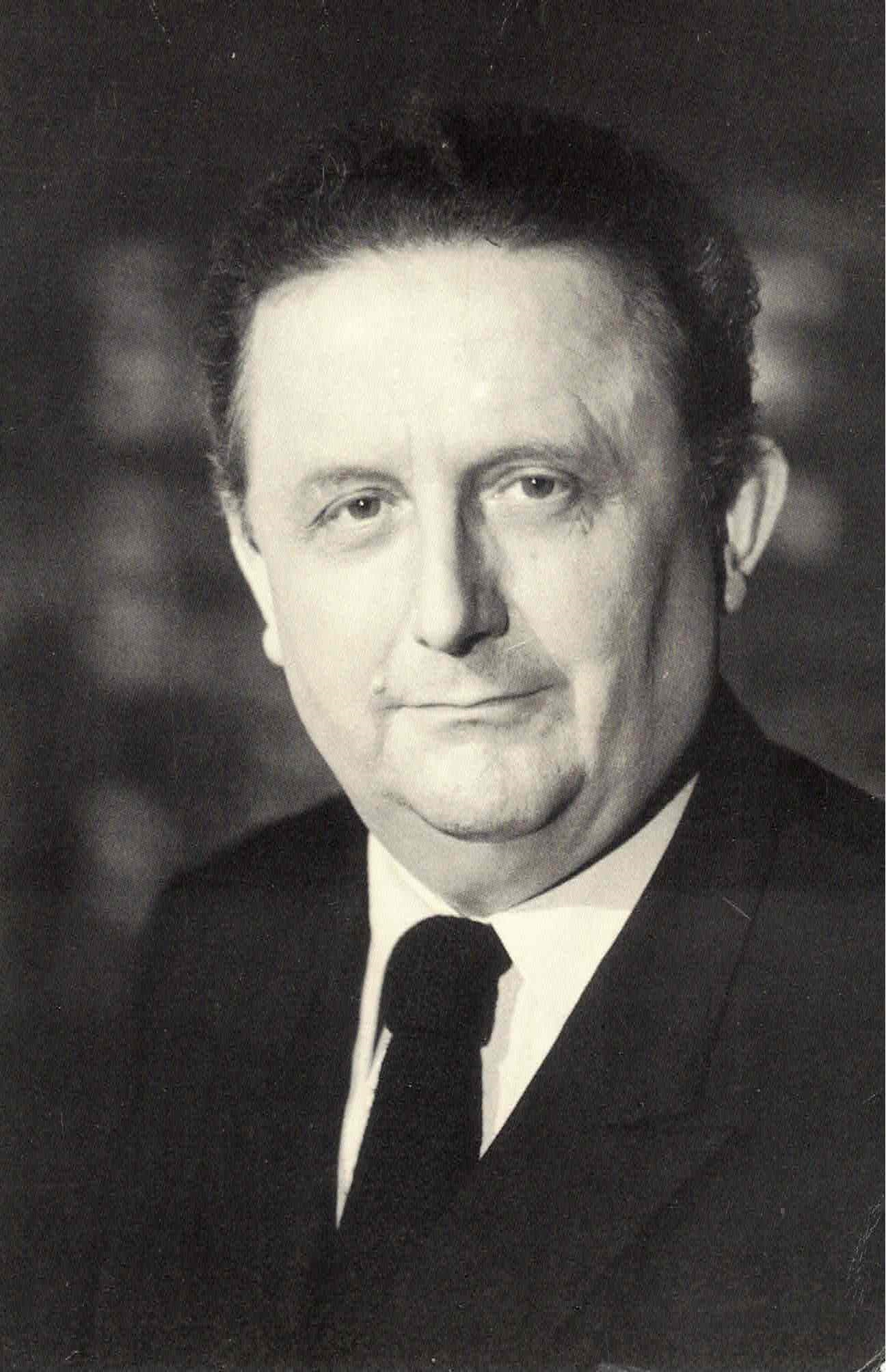
Fernand Guiot
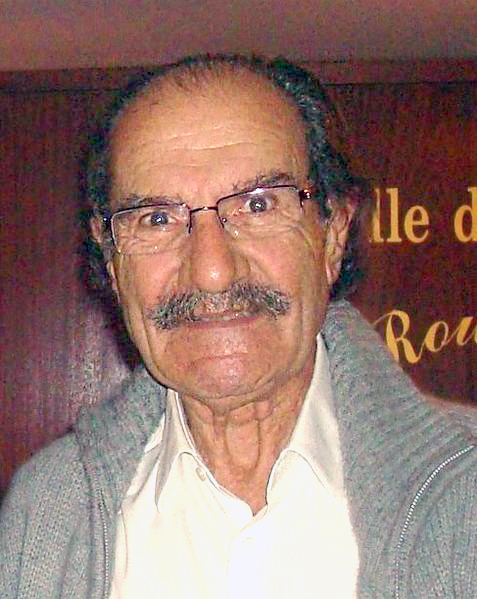
Gérard Hernandez
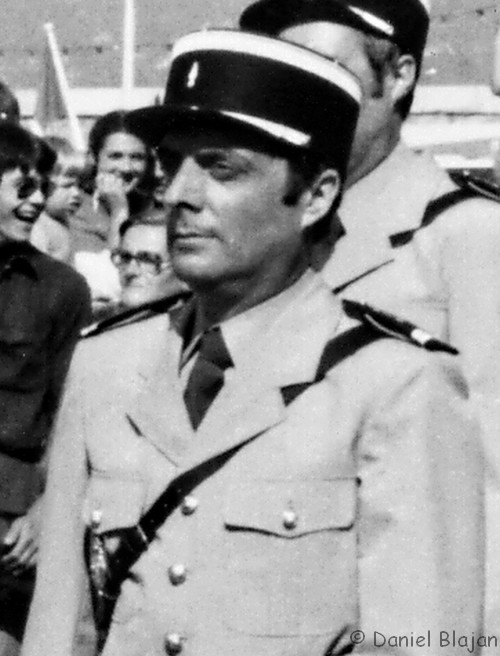
Michel Modo
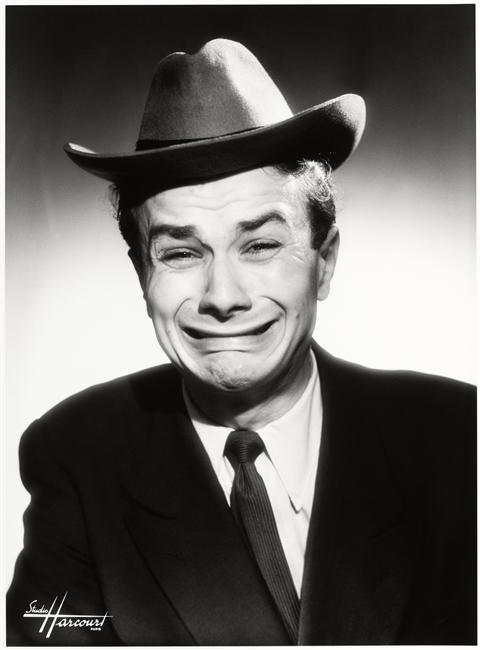
Fernand Raynaud

- Alfred Adam : Alfred
- Colette Brosset : Paulette Perrignon
- Robert Burnier : Houche
- Pierre Dac : le colonel
- Éliane d'Almeida : Simone
- Bernard Dhéran : M. Jean
- Robert Dhéry : Marcel Perrignon
- Annie Ducaux : Mme Lucanzas
- Jacques Fabbri : Le Gros
- Louis de Funès : les frères Viralot (commissaire de police et chef du personnel)
- Bernard Lavalette : le ministre du Commerce
- Jean Lefebvre : Chougnasse, le chef comptable
- Jacques Legras : Riri, le cafetier
- Christian Marin : Pierrot, le frère de Paulette
- Jean Richard : le serrurier
- Robert Rollis : Maurice Clapier, le coiffeur dit « Lapin »
- Marthe Serres : Marthe, la femme du coiffeur.
- René Sarvil : le marinier
- Michel Serrault : Chauveau, le clochard
- Catherine Sola : Isabelle Zoutin
- Robert Destain : l'inspecteur de police et le bourgeois à la 2CV
- Pierre Tchernia : le speaker
- Jean Carmet : le malandrin à casquette
- Jacques Charrier : l'automobiliste
- Christian Duvaleix : le curé noctambule
- Roger Pierre : le snob à la Ford Thunderbird
- Jean-Marc Thibault : l'efféminé
- André Badin : le directeur de la station service
- Bruno Balp : un pompiste
- Jacques Balutin : Balutin
- Didier Daix : Bernapic
- Franck Daubray
- Jacques Denoël
- Hélène Dieudonné : Mémé
- Philippe Dumat : un employé de la station service
- Max Favalelli : l'ambassadeur
- Maurice Gardett : Grougnache
- Gilberte Géniat : Mme Zoutin
- Jean Gras : le barbouilleur
- Guy Grosso : Barbemont
- Fernand Guiot : un reporter
- Sophie Destaing : la fille du coiffeur.
- Gérard Hernandez : Gruau, un policier
- Dominique Maurin : Jojo, le fils du coiffeur
- Michel Modo : Slovak
- Brigitte Peynaud
- Claude Piéplu : Me Fachepot, le notaire
- Fernand Raynaud : lui-même dans son sketch télévisé La Bougie
- Nono Zammit : un pompiste
- André Zibral : le présentateur du concours d'élégance
- Gros Pépère : le chien

## Autour du film
- Jean Poiret était initialement prévu dans le rôle du ministre du Commerce, tenu par Bernard Lavalette, mais ne fut pas disponible aux dates de tournage[réf. souhaitée].
- La chanson entonnée vers la fin du film est Gloire au 17e.

## La voiture
La « belle américaine », désignée comme une Cadillac dans le film (« je vois d'ici douze Cadillac dans la rue », dit Robert Dhéry), est soit une Oldsmobile 98 modèle 1960, modifiée par les carrossiers Pichon-Parat de Sens,.
Sur le modèle d'origine, il y a quatre phares avec des clignotants entre les deux de chaque côté. Pour les besoins du film, des antibrouillards Lucas ont été mis à la place des clignotants, lui faisant une face avant avec six phares.
La calandre a été modifiée : un embouti de tôle de la même couleur que la carrosserie contenant une grille beaucoup plus petite a été monté à la place de la calandre d'origine.
Les feux arrière ont perdu leurs moulures chromées.
Tous les logos et inscriptions présents à l'origine ont été enlevés de sorte que l'on ne puisse identifier le modèle.
Le travail de carrosserie est l'œuvre du carrossier Pichon Parat, d'après des dessins de Jacques Dupas.

## Trois minutes en couleurs
Le film est en noir et blanc, ce qui était encore l'habitude à l'époque sauf pour les superproductions, mais un budget particulièrement bien tenu permit d'offrir au spectateur les trois dernières minutes en couleurs. Il s'agit de la scène finale au bord du champ de courses de l'hippodrome d'Auteuil, suivie du générique.